# Los días de Carbón
Los días de Carbón es un libro infantil peruano perteneciente a la escritora huaracina Rosa Cerna Guardia. Este libro fue publicado en el año de 1966; el relato trata sobre el relacionamiento y el amor de las personas hacía los animales en las zonas andinas de Áncash.
La obra recibió los siguientes premios:
- Premio Juan Volatín que otorgaba la Municipalidad de San Isidro
- Segundo Premio "Lazarillo" (1968), Internacional de España
- Mención Honrosa Premio Nacional Fomento a la Cultura José María Eguren[2]

## Argumento
Carbón es el nombre de un perrito juguetón, cuyas travesuras le costarán muchos castigos que le harán aprender a comportarse mejor hasta que sus dueños Maruja y Pedro se sientan orgullosos. Todas sus aventuras se suceden mientras se relatan aspectos de la vida en los Andes de Áncash. La historia llega a su fin cuando  el aprende a comportase bien y su familia la ama|fecha=2004|publicación=Guía de lectura : Libro Plan Lector de Primaria|editorial=Alfaguara Infantil Juvenil|fechaacceso=13 de mayo de 2023}}</ref>

## Recepción
En la comunidad virtual de lectores Goodreads, ha obtenido una puntuación de 4,01 sobre 5 basada en 20 evaluaciones.